# Begijnhoven in de Franse Nederlanden

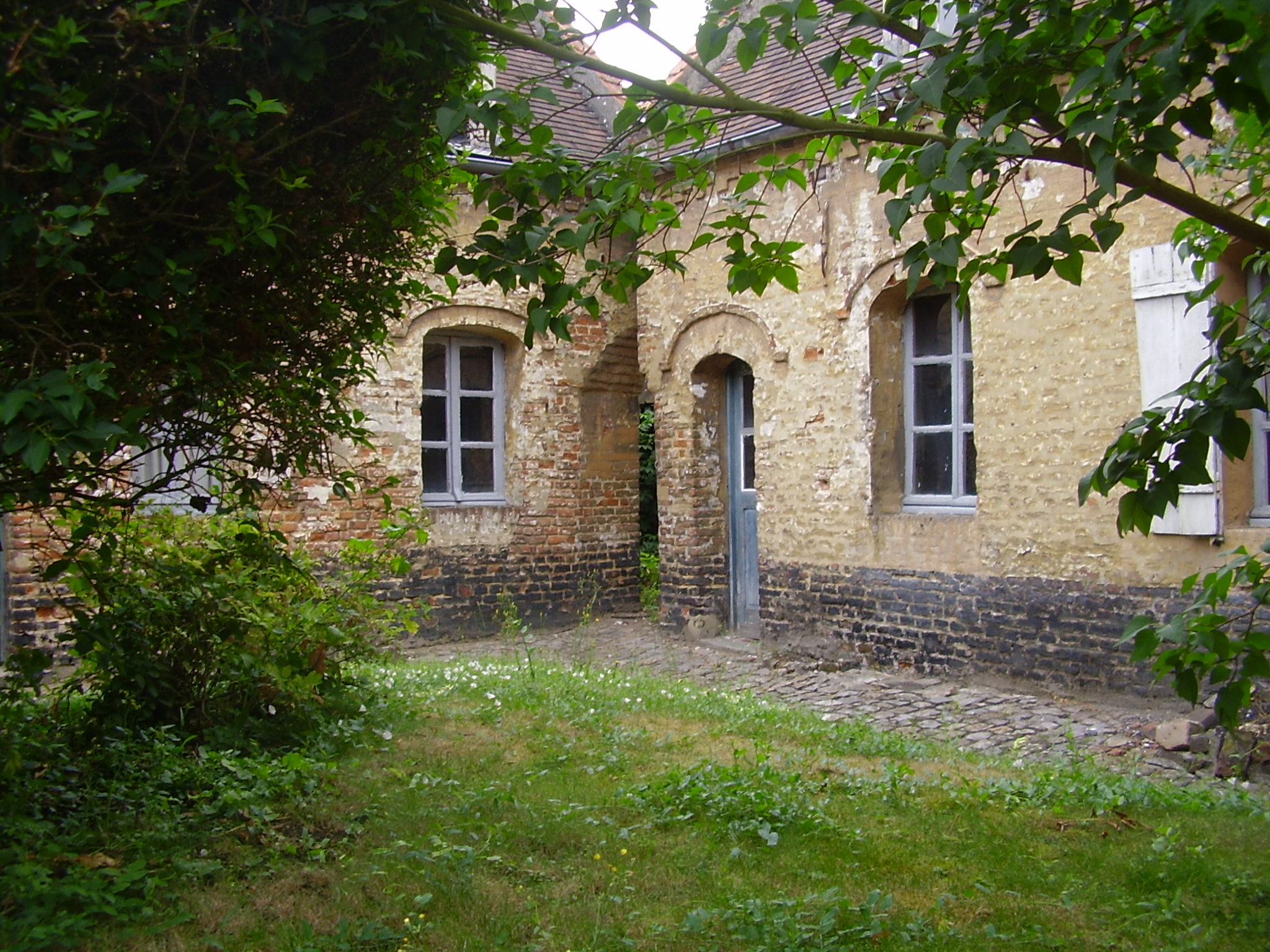
Begijnhof van Cambrai

De Begijnhoven in de Franse Nederlanden  vloeiden voort uit dezelfde beweging als deze waaruit de begijnhoven in Vlaanderen, Brabant en Holland ontstonden.
In de Franse Nederlanden, de huidige regio Hauts-de-France, waren er begijnhoven in ten minste acht steden, met name de Vlaamse plaatsen Dowaai, Orchies, Rijsel en Sint-Winoksbergen, de Henegouwse  plaatsen Le Quesnoy, Maubeuge en Valencijn, en het bisschoppelijke Kamerijk.
Het oudste begijnhof in Noord-Frankrijk was dat van Valencijn; het werd opgericht in 1239 met de steun van Johanna van Constantinopel, gavin van Vlaanderen en Henegouwen.  Het begijnhof van Rijsel verschijnt in de teksten in 1245. Het begijnhof Sint-Vaast in Kamerijk werd gesticht in  1354.   
De meeste begijnhoven in Frankrijk zijn intussen verdwenen, ook de gebouwen. In de 19e eeuw werd hun rol overgenomen door religieuze congregaties voor vrouwen. 

## Bron
- État béguinal, demi-clôture et « vie mêlée » des filles dévotes de  la Réforme Catholique dans les Pays-Bas méridionaux à l'époque moderne, in: Histoire, économie et société. 2005, blz. 373-385  ( link hier)